# 弗朗西丝卡·奥尔德加
弗朗西丝卡·奥尔德加（英語：Francisca Ordega；1993年10月19日—），尼日利亚女子足球运动员，司职前锋，目前效力于ZFK CSKA Moscow和尼日利亚国家女子足球队。她曾代表尼日利亚参加2023年国际足联女子世界杯。